# Heinz-Dietrich Ortlieb
Heinz-Dietrich Ortlieb (* 19. Januar 1910 in Neuwarp/Pommern; † 30. August 2001 in Hamburg) war ein deutscher Ökonom. Von 1964 bis 1978 war er Chef des Hamburgischen Weltwirtschaftsarchivs (HWWA).

## Leben
Der Sohn eines evangelischen Pastors besuchte das Realgymnasium in Angermünde und begann danach zunächst an den Universitäten Berlin und Rostock ein Medizinstudium, wechselte aber später zur Volkswirtschaftslehre und Soziologie. Zu seinen akademischen Lehrern gehörten Werner Sombart (Berlin) und Eduard Heimann (Hamburg). 1934 schloss er mit dem Diplom-Volkswirt ab, zwei Jahre später erfolgte die Promotion zum Dr. rer. pol., 1940 dann die Habilitation und Ernennung zum Privatdozenten an der Universität Hamburg. Ab 1941 war er Soldat an der Ostfront und wurde kurz vor Ende des Krieges im März 1945 in Ostpreußen verwundet.
Nach Kriegsende nahm Ortlieb seine Lehrtätigkeit an der Universität Hamburg wieder auf, wo er 1948 zum außerplanmäßigen Professor ernannt wurde. In dieser Zeit profilierte sich das SPD-Mitglied (seit 1931) als Verfechter eines wirtschaftspolitischen „Dritten Weges“ zwischen Kapitalismus und Sozialismus sowie als Kritiker der Wirtschaftspolitik Ludwig Erhards. Zusammen mit Eduard Heimann, Gerhard Weisser u. a. gehörte er außerdem zu den Förderern der Hamburger SDS-Gruppe. Ein Mitglied dieser Gruppe war auch der spätere Bundeskanzler Helmut Schmidt.
1949 wechselte Ortlieb als ordentlicher Professor an die neugegründete gewerkschaftsnahe Akademie für Gemeinwirtschaft, der späteren Hochschule für Wirtschaft und Politik (HWP) in Hamburg. Von 1952 bis 1955 und erneut von 1958 bis 1961 war er Leiter dieser Einrichtung des Zweiten Bildungsweges. Von 1964 bis zu seiner Emeritierung 1978 war Ortlieb ordentlicher Professor an der Universität Hamburg und zugleich Direktor des Hamburgischen Weltwirtschaftsarchivs (HWWA). Unter seiner Leitung entwickelte sich das Institut zu einem der führenden Wirtschaftsforschungsinstitute in Deutschland.
Er war Mitglied des Gründungskomitees des Bund Freiheit der Wissenschaft.
Der Hochschullehrer und Mathematiker Claus Peter Ortlieb (1947–2019) war sein Sohn.

## Schriften (Auswahl)
- Eingeborenenernährung und Ernährungspolitik im tropischen Afrika (Habilitationsschrift, 1941); Reprint, Berlin, De Gruyter, 2021,  ISBN 978-3-11-236761-2
- Wandlungen des Sozialismus (1947)
- Wirtschaftsordnung und Wirtschaftspolitik ohne Dogma (1954)
- Das Ende des Wirtschaftswunders (1962)
- Die verantwortungslose Gesellschaft oder Wie man die Demokratie verspielt (1971). München, Goldmann, ISBN 978-3-442-02729-3; 2. Auflage 1973, ISBN 978-3-442-11001-8
- Glanz und Elend des deutschen Wirtschaftswunders oder von der Verderblichkeit des Wohlstands. Gedanken und Beobachtungen seit der Gründung der BRD (1974)
- Vom Volkskapitalismus zur Playboy-Demokratie (1974)
- Was wird aus Afrika? Rassismus, Neo-Kolonialismus, Entwicklungshilfe (1976)
- (mit Christa Meves) Macht Gleichheit glücklich? (1978)
- Vom totalitären Staat zum totalen Egoismus. Anarchistische Schatten deutscher Vergangenheit (1978)
- (mit Christa Meves) Die ruinierte Generation (1982)
- Die Zukunft unserer Vergangenheit. Zur Wirtschafts- und Gesellschaftspolitik der Jahre 1956 – 1984 (1984)
- Was wird aus Südafrika? (1985)
- So begann es. Lebenserinnerungen 1910 bis 1945 (2001), ISBN 978-3-8300-0241-3

## Auszeichnungen
- Großes Bundesverdienstkreuz (1980)
- Freiherr-vom-Stein-Medaille (1981)
- Medaille für Kunst und Wissenschaft (2000)